# 大眼青眼鱼
大眼青眼鱼（学名：Chlorophthalmus albatrossis）为輻鰭魚綱仙女魚目青眼鱼科青眼鱼属的鱼类。分布于日本以及东海等海域，為深海底棲性魚類，深度300-350公尺，體長可達15公分，生活習性不明。该物种的模式产地在相模滩。

## 扩展阅读
維基物種上的相關：大眼青眼鱼